# إيميل كلوز
إيميل كلوز هو رسام بلجيكي، ولد في 27 سبتمبر 1849 في Sint-Eloois-Vijve ‏ في بلجيكا، وتوفي في 14 يونيو 1924 في Astene ‏ في بلجيكا.

## معرض صور

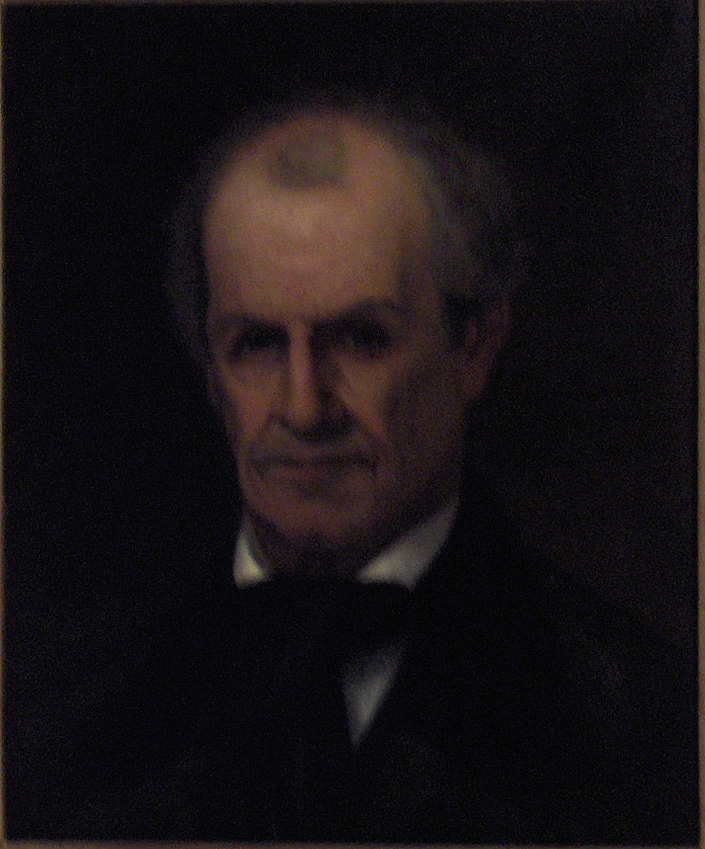
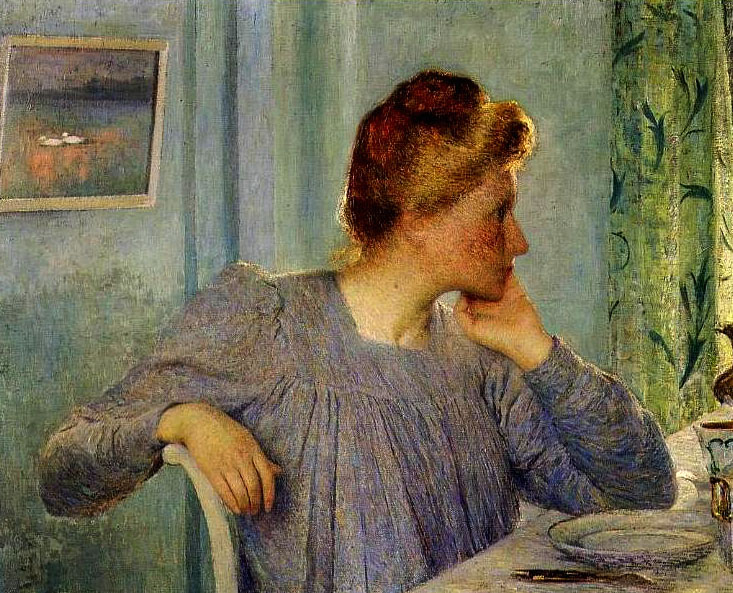
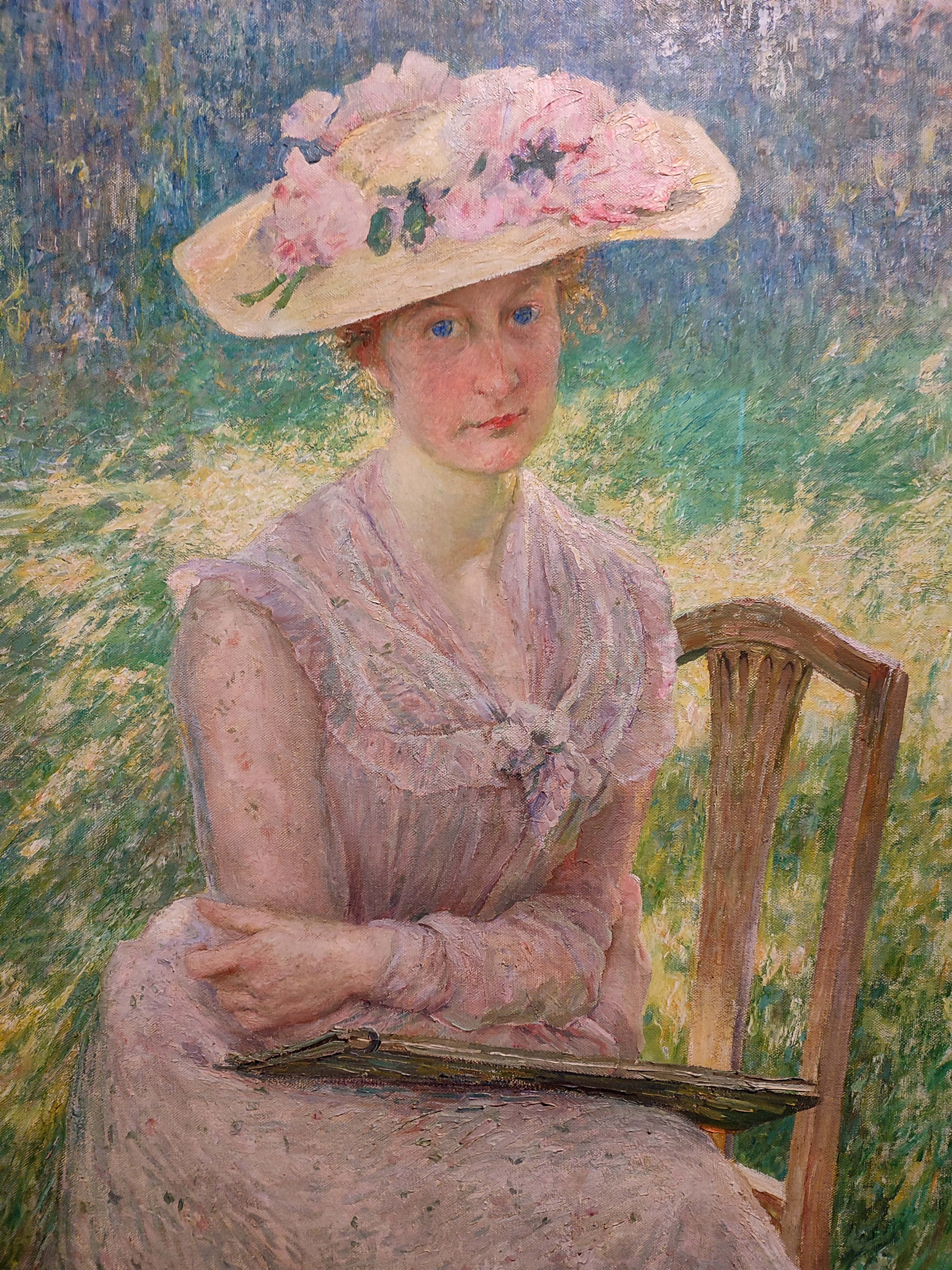
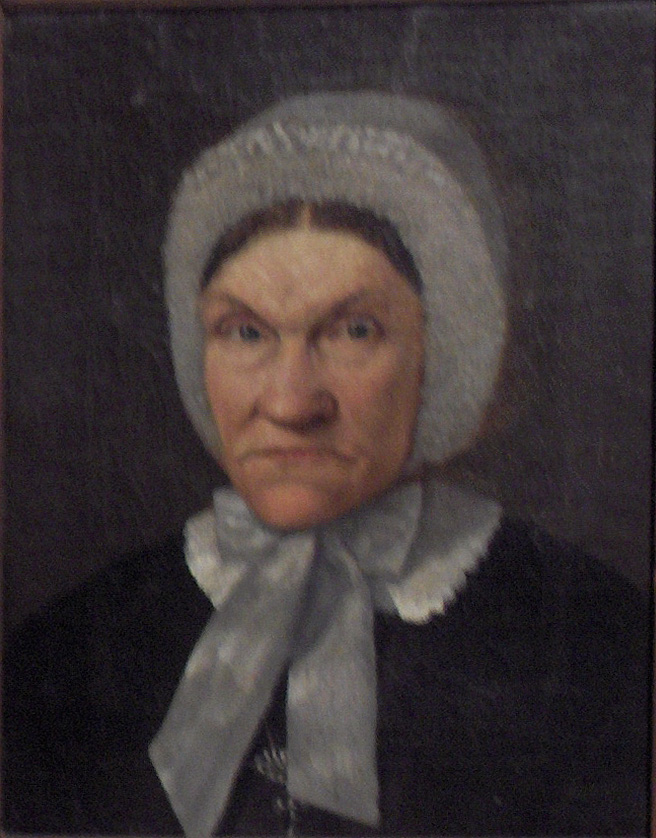